# Michel Moine
Pour les articles homonymes, voir Michel Moine (homonymie) et Moine (homonymie).
 (février 2025).
 (février 2025).
Motif : notoriété à discuter, limitée à une courte nécrologie du Monde. Aucun de ses livres ne semble avoir fait l'objet d'une recension. L'article n'est basé que sur son autobiographie.
- Archive Wikiwix
- Bing
- Cairn
- DuckDuckGo
- E. Universalis
- Gallica
- Google
- G. Books
- G. News
- G. Scholar
- Persée
- Qwant
- (zh) Baidu
- (ru) Yandex
- (wd) trouver des œuvres sur Wikidata

| 1. | Préciser le motif de la pose du bandeau. | Précisez le motif de la pose du bandeau en utilisant la syntaxe suivante : {{admissibilité à vérifier\|date=mars 2025\|motif=remplacez ce texte par le motif}}                    |
| 2. | Informer les utilisateurs concernés.     | Pensez à avertir le créateur de l'article, par exemple, en insérant le code ci-dessous sur sa page de discussion : {{subst:avertissement admissibilité à vérifier\|Michel Moine}} |

Michel Moine, né le 8 mars 1920 à Airvault et mort le 15 janvier 2005 à Buxerolles, est un journaliste de radio, il dirigea notamment le service information de RTL (1958-1967) puis de RMC (1969-1982). Dans un autre domaine, il est connu du grand public pour ses ouvrages sur la radiesthésie, et la série d'émissions télévisées La caméra de l'étrange, réalisée en collaboration avec son confrère et ami Jean-Louis Degaudenzi.

## Jeunesse
Michel Moine est né dans une famille d'artisans commerçants, Marguerite Audebault et Albert Moine. Il n'a pas de frères et sœurs.
Après une scolarité au collège jésuite du Mans (dont il raconte quelques épisodes dans le Guide de la radiesthésie), puis au lycée à Poitiers, il va à Paris après avoir obtenu le baccalauréat. Il obtient un diplôme de l'École du Louvre, et un diplôme d'études supérieures à la Sorbonne.

## Le parapsychologue et le journaliste: deux carrières parallèles

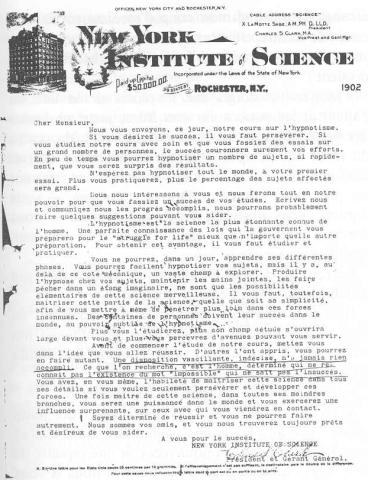
Cours d'hypnotisme par correspondance retrouvé dans le grenier de ses grands parents

Si l'on en croit les éléments autobiographiques consignés dans le Guide de la radiesthésie, sa carrière d'occultiste commence à la veille de sa première communion, dans le grenier de ses grands-parents, lorsqu'il exhume d'un vieux tas de paperasses une brochure intitulée Cours d'hypnotisme par correspondance, éditée en 1902 par le New York Institute of Science. Il suppose qu'elle avait appartenu à son grand-père qui passait pour "l'artiste" du pays. En suivant les instructions du cours, il parvient facilement à endormir l'aide-jardinier de la famille, un certain Fernand, âgé d'une quinzaine d'années... mais ne parvient plus à le réveiller ! Il songe alors un moment à écrire au New York Institute of Science, mais la réponse aurait pris beaucoup trop de temps. Il compulse donc fébrilement la suite du cours, dans l'espoir d'y trouver une réponse, et c'est finalement la leçon XVII, "Comment éveiller les sujets hypnotisés" qui évite au jeune Fernand la cure de sommeil...
Engagé volontaire en 1939 (il était alors âgé de 19 ans), il est fait prisonnier, mais parvient finalement à s'échapper après plusieurs tentatives. Au cours d'une de ces tentatives il reçoit une balle dans la jambe.
À la fin de la guerre, il devient membre des services spéciaux du gouvernement provisoire. Il est décoré de l'Ordre national du Mérite, de la Médaille des évadés, et de la Croix du combattant volontaire 1939-1945. Vers cette époque il devient aussi secrétaire de l'écrivain académicien Goncourt Jean Ajalbert, et commence sa carrière journalistique comme reporter pour le quotidien La Presse.
En 1948, il fonde une petite maison d'édition, les Éditions de l'Ermite, et publie entre autres l'ouvrage de Marcel Bohrer, La Théosophie au XXe siècle. Cette maison d'édition publiera aussi deux de ses premiers ouvrages sur la radiesthésie. La même année voit la naissance de son fils Jean-Louis.
En 1954, il crée la revue Radiesthésie Magazine.
En 1958 il devient directeur de l'information de RTL, et doit mettre sa carrière d'occultiste complètement entre parenthèses pour ne pas heurter les mentalités de l'époque. Il abandonne la direction de Radiesthésie Magazine, qui continuera tout de même d'exister jusque vers le milieu des années 1970.
En 1967, il quitte RTL pour RMC où il exercera la même fonction de directeur de l'information jusqu'en 1982.
En 1973, il publie son ouvrage majeur, devenu un classique: le Guide de la radiesthésie.
Au début des années 1980, il réalise une série d'émissions consacrées à la parapsychologie, en collaboration avec son confrère et ami Jean-Louis Degaudenzi : La caméra de l'étrange, produite par RTL Télévision.
À l'automne 1987, il fonde une station de radio locale dans sa petite ville natale d'Airvault : Radio Val d'Or.
En 1990, il est nommé par le CSA Conseiller du comité technique radiophonique de la région Centre (basé à Poitiers).
Michel Moine s'éteint le 15 janvier 2005 à Buxerolles.

## Œuvres
- Guérir par la radiesthésie - Michel Moine, éd. de l'Ermite, 1952.
- La radiesthésie en images - Michel Moine, éd. de l'Ermite, 1952.
- GUIDE DE THERAPEUTIQUE BIO-CHIMIQUE, paru en 1958 aux Nouvelles éditions de l'ermite. (83 pages + dépliant); sous-titre : Les sels de Schussler
- Airvault, d'hier et d'aujourd'hui, 1962[2].
- Guide de la radiesthésie - Michel Moine, éd. Stock, 1973.
- Découvrons des pouvoirs de l'esprit - Françoise et Michel Moine, éd. de Mortagne, 1983.
- Développez vos pouvoirs Psi / Parapsychologie pratique : clairvoyance, prémonition, télépathie, psychocinèse, hypnomagnétisme, magie - Françoise et Michel Moine, éd. Stock, 1986.
- Radiesthésie - Le pendule et la baguette - Michel Moine, éd. De Bartillat, 1988.
- Guide de géobiologie - Michel Moine, Jean-Louis Degaudenzi, éd. De Bartillat, 1993.
- Guide pratique de la radiesthésie - Michel Moine, éd. Le centre du livre naturel, 1998.
- Mieux vivre avec les objets qui nous entourent - Michel Moine, Jean-Louis Degaudenzi, éd. De Bartillat, 1998.